# Hans Krebs (général SS)
Pour les articles homonymes, voir Krebs.
Ne doit pas être confondu avec Hans Krebs.
Hans Krebs (26 avril 1888 - 15 février 1947) était un membre du parti nazi allemand, SS-Brigadeführer de la Tchécoslovaquie.

## Carrière
Krebs est né dans l'ancienne ville d'Iglau (Jihlava) en margraviat de Moravie (Autriche-Hongrie). Impliqué dans le nationalisme allemand depuis sa jeunesse, il devint directeur du parti ouvrier allemand (Deutsche Arbeiterpartei) à Vienne, en 1911.
Pendant la Première Guerre mondiale, Krebs se porte volontaire pour servir dans l'Armée de terre austro-hongroise. Il sert dans le Tyrol du Sud, reçoit plusieurs décorations[Lesquelles ?] et finit la guerre avec le grade de lieutenant. Après la guerre, Krebs est impliqué dans le Parti national-socialiste des travailleurs allemands en Tchécoslovaquie (en) et devient rédacteur en chef du journal Iglauer Volkswehr. La ville devient la deuxième plus grande enclave de la langue allemande (sprachinsel) en Tchécoslovaquie où l'insatisfaction politique règne parmi les Allemands des Sudètes.
Krebs était apparemment en communication avec Adolf Hitler et a été à quelques reprises membre du Parlement tchèque. En 1933, son immunité parlementaire lui est retirée et il est emprisonné. Krebs réussit ensuite à rejoindre l'Allemagne nazie, où il s'incorpore dans la SS. Quelque temps après, il est promu SS-Brigadeführer. Au milieu des années 1930, il écrit deux ouvrages sur les Allemands des Sudètes: Kampf in Böhmen (Berlin, 1936); Wir Sudetendeutsche (Berlin, 1937).
Il rencontre Rudolf Jung (en) et Hans Knirsch (en), deux des rares national-socialistes Moraves originaux à demeurer dans le parti après 1933. Au cours des Accords de Munich, Heinrich Himmler et les SS donnent gain de cause à Krebs et Konrad Henlein. Krebs revient en Moravie en 1939 et participe à la persécution des opposants politiques du régime nazi. Il est nommé Oberregierungsrat im Reichsinnenministerium (chef de la direction au Reich du Ministère de l'Intérieur), gardant ce poste jusqu'à la fin de la Seconde Guerre mondiale.
Après la guerre, il est condamné à la peine de mort pour haute trahison et pendu dans l'enceinte de la prison de Pankrác le 15 février 1947. Ses dernières paroles sont « Vive ma nation allemande ! ».